# استعمارگری اسپانیا در قاره آمریکا

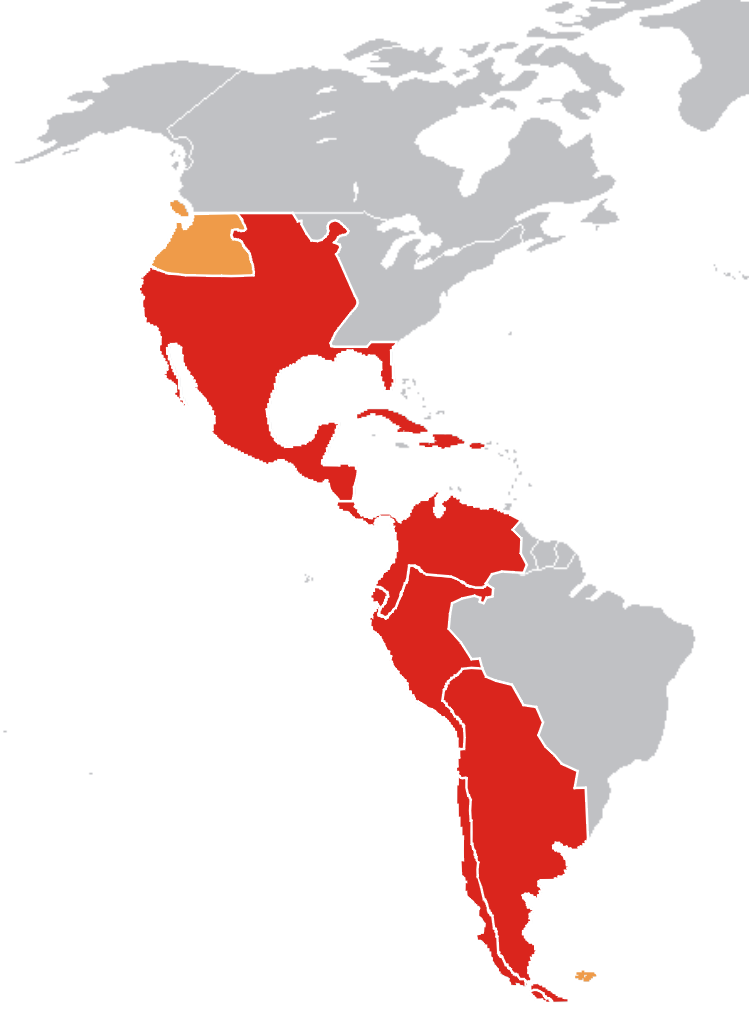
مناطق تحت استعمار اسپانیا در قاره آمریکا

استعمارگری اسپانیا در قاره آمریکا (انگلیسی: Spanish colonization of the Americas) گسترش استعمارگری تحت تاج کاستیا توسط کنکیستادورها یا همان فاتحان اسپانیایی آغاز گردید و در ادامه توسط مدیران و مبلغان مذهبی توسعه یافت، انگیزهٔ اصلی آنها برای گسترش استعمار، تجارت و القای ایمان کاتولیسیسم با استفاده از سرخ‌پوستان بود.
سرآغاز این استعمارگری همزمان با ورود کریستف کلمب در سال ۱۴۹۲ به قاره آمریکا و در ادامهٔ آن برای بیش از ۳ قرن توسط امپراتوری اسپانیا در سراسر جزایر کارائیب، نیمی از آمریکای جنوبی، بسیاری از مناطق مرکزی آمریکا، و بسیاری دیگر از مناطق شمال را شامل می‌گردید، برآورد شده که در طول دوران استعمار یعنی از حدود (۱۴۹۲ تا ۱۸۳۲) در مجموع ۱۸/۶ میلیون اسپانیایی در آمریکا یکجانشین و بیشتر از ۲/۵ میلیون در طول دوران پس از استعمار (۱۸۵۰ تا ۱۹۵۰) مهاجرت کردند.
با ورود کریستف کلمب به دریای کارائیب در سال ۱۴۹۲ و به دست آوردن کنترل سرزمین‌های بیشتر برای بیش از سه قرن امپراتوری اسپانیا در سراسر جزایر کارائیب، نیمی از آمریکای جنوبی، بیشتر آمریکای مرکزی و بیشتر آمریکای شمالی گسترش می‌یابد. تخمین زده می‌شود که در دوره استعمار (۱۴۳۲–۱۸۳۲)، در مجموع ۱٫۸۶ میلیون اسپانیایی در قاره آمریکا ساکن شدند و ۳٫۵ میلیون نفر دیگر نیز در دوران پسااستعمار (۱۹۵۰–۱۸۵۰) مهاجرت کردند. تعداد مهاجران در قرن شانزدهم ۲۵۰٬۰۰۰ تخمین زده شده‌است و بیشتر در طول قرن ۱۸ به دلیل تشویق مهاجرت توسط سلسله جدید بوربون بوده‌است. تخمین زده شده‌است که بیش از ۱٫۸۶ میلیون اسپانیایی در بازه زمانی ۱۴۹۲ تا ۱۸۲۴ به آمریکای لاتین مهاجرت کرده‌اند، و میلیون‌ها نفر دیگر پس از استقلال به مهاجرت ادامه داده‌اند.
در مقابل، جمعیت بومی در یک قرن و نیم اول پس از سفرهای کلمب، در درجه اول از طریق شیوع بیماری‌های آفریقایی-اوراسیا، تقریباً ۸۰ درصد سقوط کرد.گفته می‌شود که این اولین اقدام گسترده نسل‌کشی در عصر مدرن است. می‌توان سال کرد که آیا کاهش عظیم جمعیت نسل‌کشی تلقی می‌شود (تلاش آگاهانه آگاهانه برای پاک کردن گروهی از مردم از روی زمین)، زیرا در آن زمان هیچ‌کس از عوامل غیبی که باعث مرگ میلیون‌ها نفر شده‌است، آگاهی نداشته‌است. اختلاط نژادی فرایندی اساسی در استعمار اسپانیا در قاره آمریکا بود و در نهایت منجر به هویت آمریکای لاتین شد که فرهنگ‌های آفریقایی، اسپانیایی‌تبار و بومی آمریکایی را با هم ترکیب می‌کند.

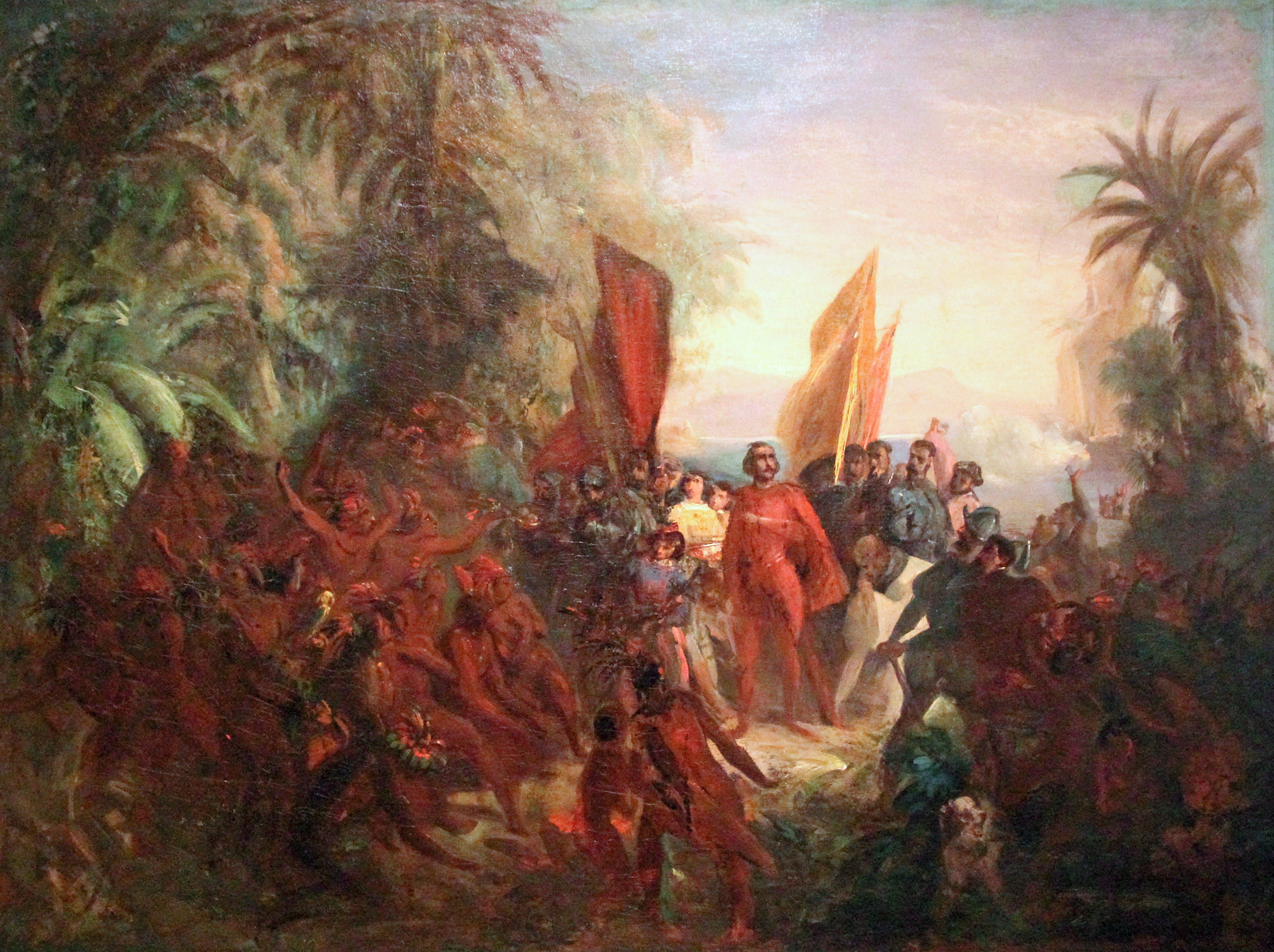
کشف قاره آمریکا

سلسله هابسبورگ ثروت آمریکا را در جنگ‌های بی هدف در سرتاسر اروپا هدر داد، چندین بار بدهی خود را پرداخت نکرد و اسپانیا را ورشکست کرد. در اوایل قرن نوزدهم، جنگ‌های استقلال آمریکای اسپانیا منجر به جدایی و متعاقباً تقسیم شدن بیشتر سرزمین‌های اسپانیا در قاره آمریکا شد، به جز کوبا و پورتوریکو، که سرانجام در سال ۱۸۹۸، پس از جنگ اسپانیا و آمریکا، به اسپانیا باختند. از دست دادن این سرزمین‌ها حاکمیت اسپانیا در قاره آمریکا را خاتمه داد.

## گسترش امپراتوری

پرچم اسپانیا موسوم به کنکیستادور به همراه تاج کاستیا در زمینهٔ قرمز، استفاده شده توسط ارنان کورتس، فرانسیسکو پیزارو و سایرین

گسترش قلمرو اسپانیا در زمان پادشاهان کاتولیک ایزابلا د کاستیا، ملکه کاستیا و همسرش پادشاه فردیناند، پادشاه آراگون، صورت گرفت که ازدواج آنها آغاز قدرت اسپانیا فراتر از شبه جزیره ایبری بود. آنها سیاست حاکمیت مشترک پادشاهی‌های خود را دنبال کردند و مرحله اولیه سلطنت واحد اسپانیا را که تحت سلطنت قرن هجدهم بوربن تکمیل شد، ایجاد کردند. اولین گسترش سرزمین، تسخیر پادشاهی مسلمانان گرانادا در اول ژانویه ۱۴۹۲ بود، که نقطه اوج تسخیر مجدد مسیحیان در شبه جزیره ایبری بود که از سال ۷۱۱ توسط مسلمانان اداره می‌شد. در ۳۱ مارس ۱۴۹۲، پادشاه کاتولیک دستور اخراج یهودیانی که از پذیرفتن مسیحیت خودداری کردند از اسپانیا را صادر کرد. در ۱۲ اکتبر ۱۴۹۲، دریانورد جنوسی، کریستوفر کلمب، در نیمکره غربی بندر گرفت.
حتی اگر کاستیا و آراگون به‌طور مشترک توسط پادشاهان متبوع خود اداره می‌شدند، آنها پادشاهی‌های جداگانه ای باقی ماندند به طوری که وقتی پادشاهان کاتولیک موافقت رسمی را برای برنامه‌های سفر کلمب برای رسیدن به "هند" با قایقرانی در غرب اعلام کردند، بودجه از طریق ملکه کاستیا تأمین شد. سود حاصل از سفر اسپانیا به کاستیا منتقل شد. پادشاهی پرتغال یک سری سفرها را در سواحل آفریقا مجاز دانست و هنگامی که نوک جنوب را دور زدند، توانستند به هند و شرق بیشتری بروند. اسپانیا به دنبال ثروت مشابه بود، و سفر کلمب را با قایقرانی در غرب مجاز دانست. هنگامی که استقرار اسپانیا در دریای کارائیب اتفاق افتاد، اسپانیا و پرتغال تقسیم جهان بین آنها را در معاهده Tordesillas 1494 رسمیت دادند. ایزابلا که بسیار متدین بود، گسترش حاکمیت اسپانیا را با جلسات تبعیض آمیز بشارت مردم غیر مسیحی، به اصطلاح "فتح معنوی" با فتح نظامی دید. پاپ الکساندر ششم در یک فرمان پاپی در ۴ مه ۱۴۹۳، Inter caetera، حقوق این مناطق را در نیمکره غربی بین اسپانیا و پرتغال به شرط گسترش مسیحیت تقسیم کرد. این توافق‌نامه‌های رسمی بین اسپانیا و پرتغال و پاپ توسط دیگر قدرت‌های اروپایی نادیده گرفته شد.

### اصول کلی گسترش
گسترش اسپانیایی گاهی به‌طور مختصر به عنوان "طلا، جلال، خدا" خلاصه شده‌است. جستجوی ثروت مادی، ارتقای موقعیت فاتحان و تاج و گسترش مسیحیت در گسترش حاکمیت اسپانیا به سرزمین‌های خارج از کشور خود، اقتدار لشکرکشی‌ها برای کشف، فتح و استقرار در پادشاهی اقامت داشت. اعزام‌ها به مجوز پادشاهی احتیاج داشتند، که شرایط مربوط به اعزام را مشخص کرد. تقریباً همه اعزام‌ها پس از سفرهای کلمب، که از طریق تاج کاستیا تأمین می‌شد، با هزینه رهبر اعزامی و شرکت کنندگان آن انجام می‌شد. اگرچه غالباً شرکت کنندگان، فتح کنندگان، اکنون «سرباز» نامیده می‌شوند، اما در رده‌های ارتش به آنها حقوق سربازی پرداخت نمی‌شود، بلکه بیشتر «سربازانِ بخت» هستند، که با انتظار سود از آن به یک لشکر کشی می‌پیوندند. رهبر یک اکسپدیشن، adelantado یک فرد ارشد با ثروت مادی و ایستاده بود که می‌توانست تاج را متقاعد کند تا برای او مجوز سفر صادر کند. وی همچنین مجبور بود شرکت کنندگانی را جذب کند که زندگی و ثروت ناچیز خود را در انتظار موفقیت اکسپدیشن به ثمر رساندند. رهبر اکسپدیشن تعهد کرد که سهم بیشتری از سرمایه را به بنگاه اقتصادی ببخشد، که از بسیاری جهات به عنوان یک شرکت تجاری عمل می‌کرد. پس از موفقیت در این اکسپدیشن، غنایم جنگی به نسبت مبلغی که در ابتدا یک شرکت کننده تقسیم می‌کرد، تقسیم شد و رهبر بیشترین سهم را به خود اختصاص داد. شرکت کنندگان زره و سلاح خود را تهیه می‌کردند و کسانی که اسب داشتند دو سهم دریافت می‌کردند، یکی برای خودش، سهم دیگر ارزش اسب را به عنوان ماشین جنگی تشخیص می‌داد. برای دوران فتح، دو نام از اسپانیایی‌ها به‌طور کلی شناخته شده‌است زیرا آنها منجر به فتوحات تمدن‌های بومی بالا شدند، هرنان کورتس، رهبر اعزامی که آزتک‌های مکزیک مرکزی را فتح کرد و فرانسیسکو پیزارو، رهبر فتح اینکا در پرو.

## حکمرانی مدنی
امپراتوری در هند وابستگی تازه تأسیس شده از پادشاهی کاستیا بود، بنابراین قدرت تاج توسط هیچ قشر موجود (به عنوان مثال پارلمان)، نهاد اداری یا کلیسایی یا گروه سلطنتی منع نمی‌شد. این تاج می‌کوشید از طریق یک بوروکراسی پیچیده و سلسله مراتبی، که از بسیاری جهات غیرمتمرکز بود، بر مالکیت خود در خارج از کشور کنترل و ایجاد کنترل کند. تاج ادعا شده اقتدار و حاکمیت سرزمین و خاندانی است که ادعا می‌کند، مالیات جمع می‌کند، نظم عمومی را برقرار می‌کند، عدالت را رعایت می‌کند و سیاست‌های حاکم بر جمعیت‌های بومی بزرگ را تعیین می‌کند. بسیاری از مؤسسات تأسیس شده در کاستیا از اوایل دوره استعمار در هندوستان بیان داشتند. دانشگاه‌های اسپانیا برای تربیت وکیل-بوروکرات (لترادوس) برای سمت‌های اداری در اسپانیا و امپراتوری خارج از کشور گسترش یافتند.

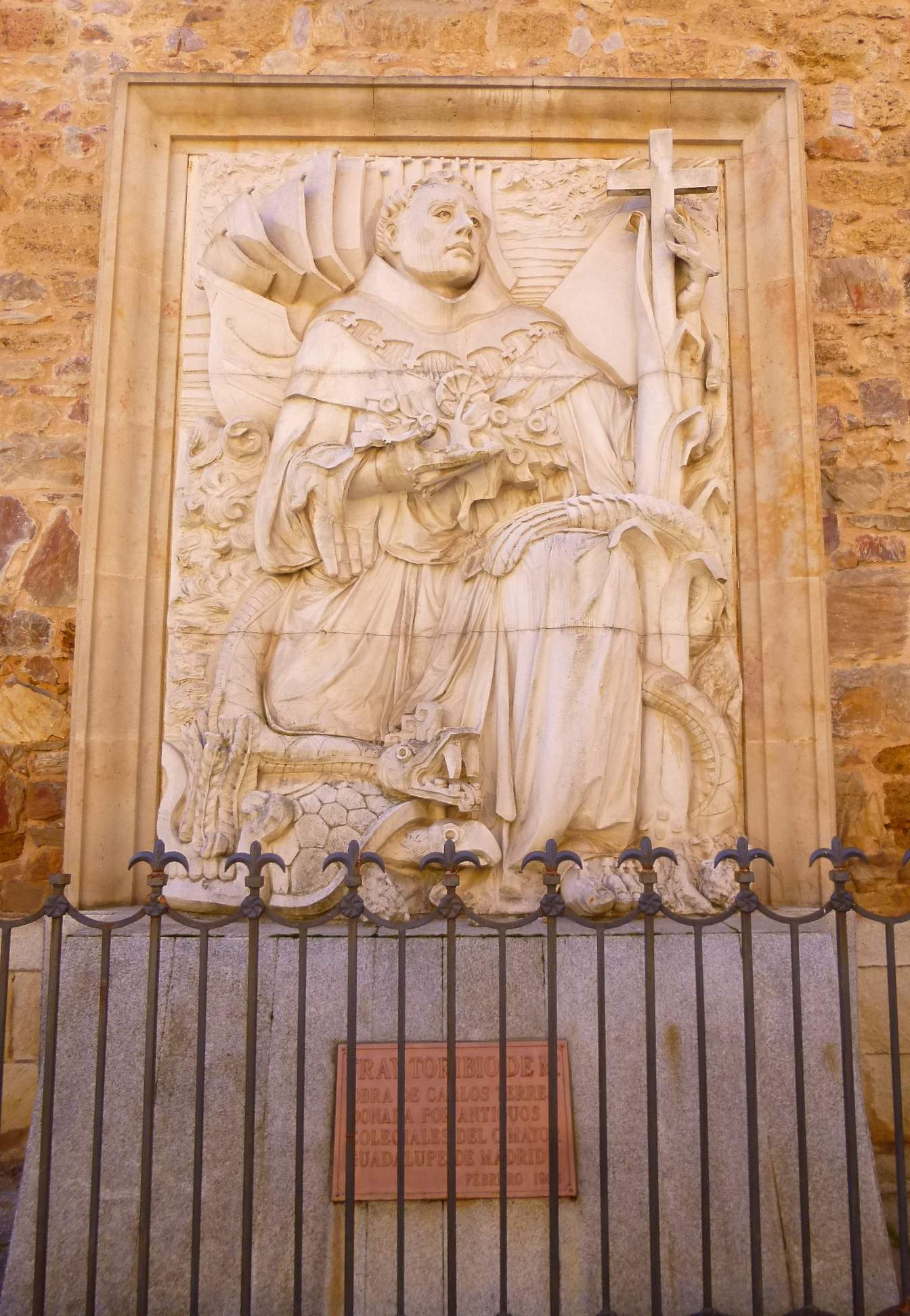
نقش برجسته مدرن موتولینیا برادر فرانسیسکن

## سازمان کلیسای کاتولیک
در آغاز دوران استعمار، حکومت پادشاهی به مبلغان مذهبی کاتولیک فرقه‌های مختلف از جمله محفل سنت آگوستین، فرقه دومینیکن و فرقه فرانسیسکن اجازه می‌داد تا در زمان اقدام به تغییر کیش بومیان، به عنوان کشیش اختیار عمل تام داشته‌باشند. در در اوایل عصر اکتشاف، روحانیون اسقفی در اسپانیا تحصیلات ضعیفی داشتند و از نظر اخلاقی از نظر حقوقی پایین به نظر می‌رسیدند و سلطنت‌های کاتولیک تمایلی به اجازه دادن به آنها برای پیشبرد بشارت نداشتند. هر سفارش شبکه‌هایی از کلیساها را در مناطق مختلف (استان‌ها) ایجاد می‌کرد، در شهرک‌های بومی موجود، جایی که کلیساهای مسیحی ساخته شده بود و بشارت بومی‌ها در آن مستقر بود. هرنان کورتس تقاضا کرد که بلافاصله پس از تسخیر تنوختیتلان، ناخنک‌های فرانسیسکنی و دومینیکن را برای آغاز بشارت بفرستند. فرانسیسیکن‌ها ابتدا در سال ۱۵۲۵ در یک گروه دوازده نفری، دوازده رسول مکزیک، وارد این منطقه شدند. در میان این گروه اول Toribio de Benavente بود که اکنون به Motolinia معروف است، واژه ناهواتل برای فقرا.

## اقتصاد
در مناطقی از جمعیت بومی متراکم، طبقه‌بندی شده، به ویژه آمریکای میانه و منطقه آند، فاتحان اسپانیایی اعطای کمک‌های مالی دائمی کار و ادای احترام به شهرک‌های خاص بومی، در محاصره در موقعیت ممتازی برای جمع‌آوری ثروت خصوصی قرار داشتند. اسپانیایی‌ها از شیوه‌های موجود بومی کار و ادای احترام آگاهی داشتند، به طوری که با جزئیات بیشتر یادمی‌گرفتند که خراج‌هایی که مناطق خاص به امپراطوری آزتک تحویل می‌دهند باعث ایجاد دفترنامه مندوزا، تدوین کد برای استفاده در اسپانیا شد. مناطق روستایی بسیار بومی بودند، و رابط کمی بین تعداد زیادی از بومیان و تعداد کمی از República de Españoles، که شامل سیاه پوستان و نژادهای مخلوط بود. کالاهای ادای احترام در مکزیک معمولاً طول پارچه نخی بود که توسط زنان بافته می‌شد و ذرت و سایر مواد غذایی تولید شده توسط مردان بود. این موارد را می‌توان در بازارها فروخت و در نتیجه به پول نقد تبدیل کرد. در دوره اولیه برای اسپانیایی‌ها، مالکیت رسمی زمین کمتر از کنترل کار بومی و دریافت خراج بود. اسپانیایی‌ها شاهد از بین رفتن جمعیت‌های بومی در کارائیب بودند و با این کار، از بین رفتن منبع اصلی ثروت آنها، اسپانیایی‌ها را به سمت گسترش مناطق کنترل خود سوق داد. با فتوحات امپراتوری آزتک و اینکا، تعداد زیادی از اسپانیایی‌ها از شبه جزیره ایبری مهاجرت کردند تا به دنبال ثروت خود باشند یا شرایط اقتصادی بهتری را برای خود دنبال کنند. تأسیس شهرک‌های بزرگ و دائمی اسپانیا طیف وسیعی از ساکنان جدید را به خود جلب کرد، آنها به عنوان نجار، نانوای، خیاط و سایر فعالیت‌های صنعتگری مغازه‌هایی را راه اندازی کردند.

## نگارخانه

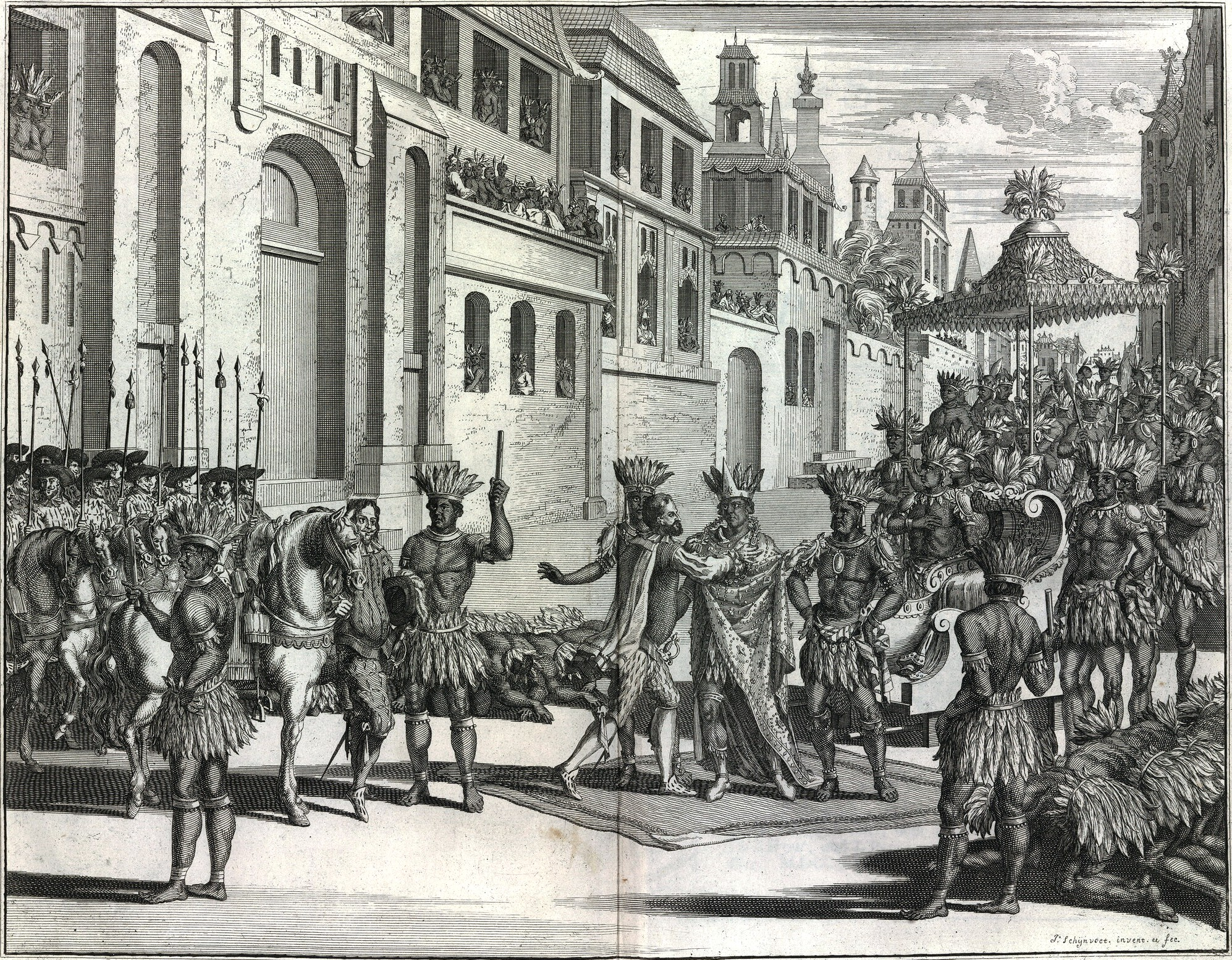
مسیر حرکت کورتس
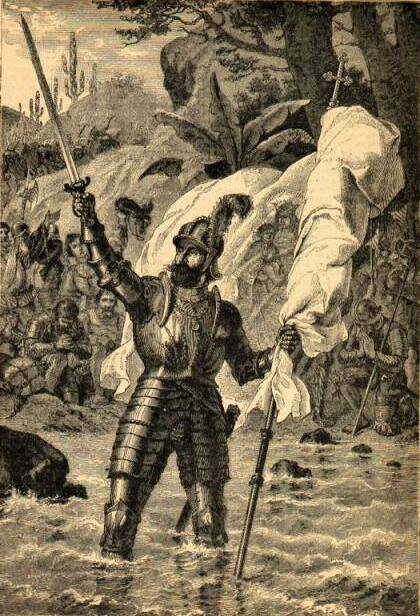
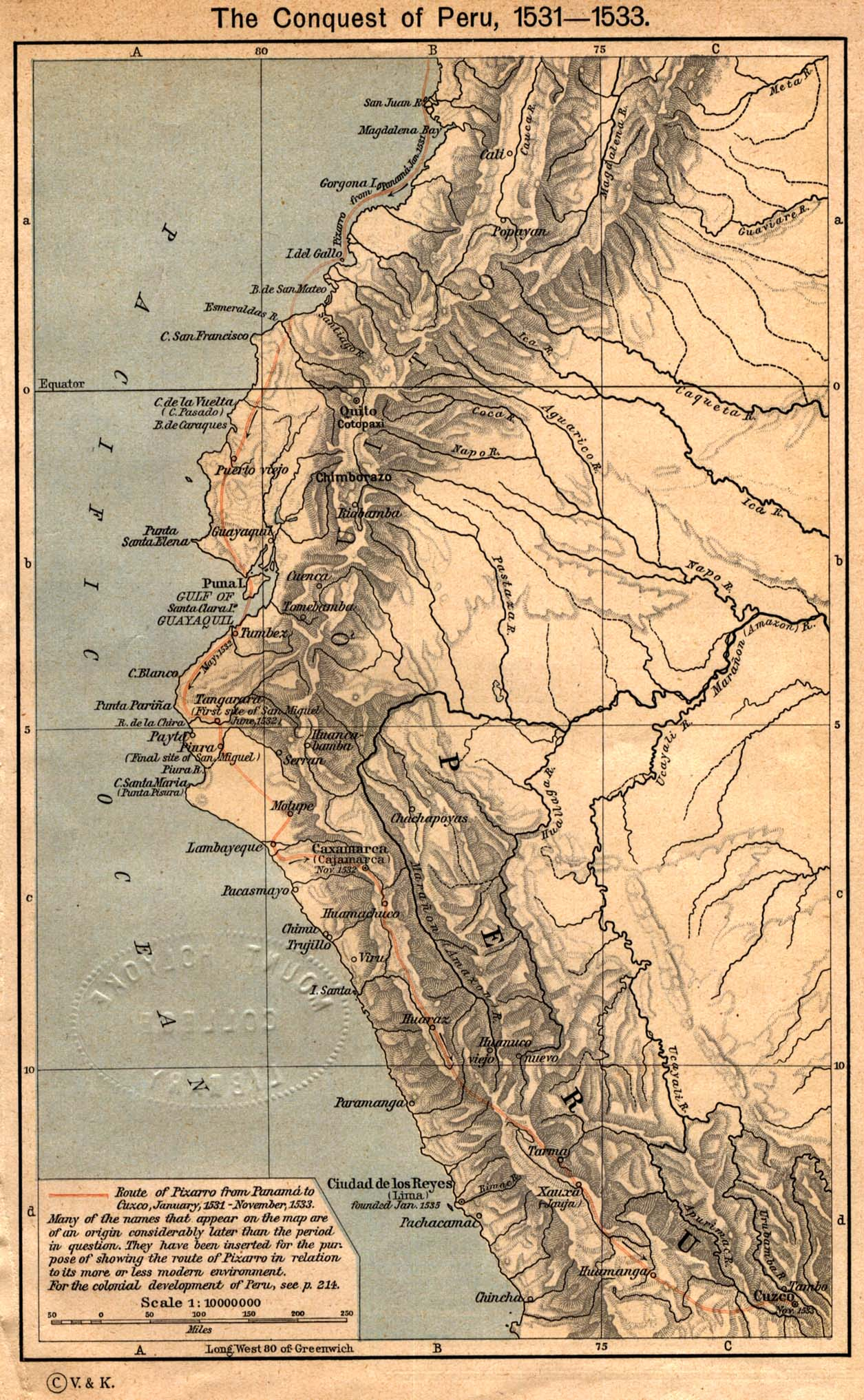
فتح پرو در ۱۵۳۱
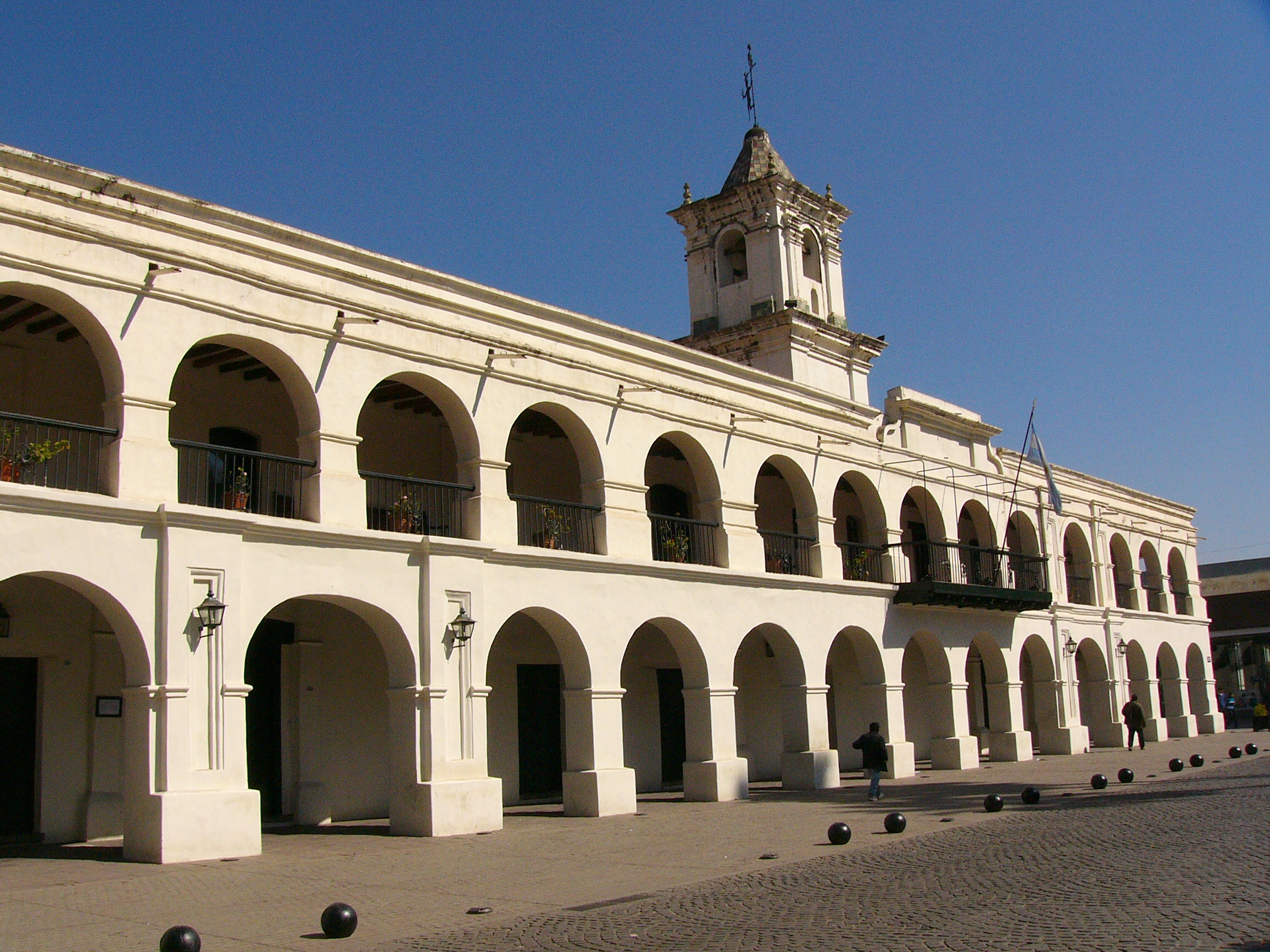
سالتا کابیلدو
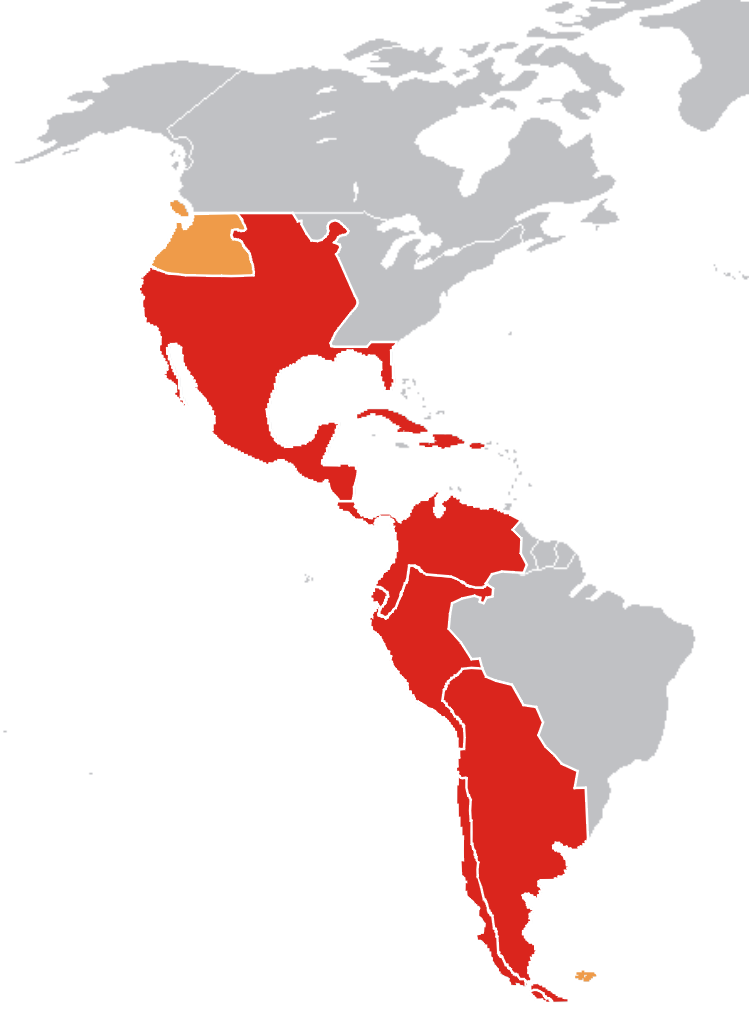
مناطق تحت استعمار اسپانیا در قاره آمریکا